# Tramitichromis
Tramitichromis là một chi cá đặc hữu của Đông Phi trong họ Cichlidae.

## Các loài
Hiện tại có 5 loài được xếp vào chi này:
- Tramitichromis brevis
- Tramitichromis intermedius
- Tramitichromis lituris
- Tramitichromis trilineata
- Tramitichromis variabilis